# Остання станція (фільм, 2009)
«Остання станція» (англ. The Last Station) — німецький біографічний фільм про останній рік життя російського письменника Льва Толстого, знятий за мотивами однойменного біографічного роману американського прозаїка Джея Паріні.
Світова прем'єра — Telluride Film Festival, Колорадо, США, вересень 2009. Європейська прем'єра — Римський кінофестиваль, Рим, жовтень 2009. Вихід на екрани — січень 2010 року.

## Сюжет
Картина розповідає про останній період життя письменника Льва Толстого. Проживши довге життя, втомившись від відчуженості і ворожнечі у відносинах з дружиною Софією Андріївною, в ніч на 28 жовтня 1910 року, о п'ятій годині ранку з 69 рублями в кишені Лев Толстой таємно поїхав з дому. Простудившись по дорозі, він захворів на запалення легенів і знайшов останній притулок на станції Астапово.
За романом Джея Паріні «The Last Station».

## У фільмі знімались
- Крістофер Пламмер — Лев Толстой
- Гелен Міррен — Софія Толстая
- Пол Джиаматті — Володимир Чертков
- Джеймс МакЕвой — Валентин Булгаков
- Анна-Марі Дафф — Саша Толстая
- Керрі Кондон — Маша
- Патрік Кеннеді — Сергієнко
- Томас Спенсер — Андрій Толостой

## Створення фільму
Зйомки фільму проходили в Саксонії-Ангальт, Бранденбурзі (Studio Babelsberg), Тюрингії, Лейпцизі та історичних областях Росії.

## Нагороди та номінації

### Нагороди
- Римський міжнародний кінофестиваль, 2009 рік
  - Краща жіноча роль — Гелен Міррен
- Франкфуртський книжковий ярмарок[коли?]
  - Кращий сценарій — Майкл Гоффман

### Номінації
- Оскар (82-га церемонія вручення) — 2 номінації
  - Найкраща жіноча роль — Гелен Міррен
  - Найкраща чоловіча роль другого плану — Крістофер Пламмер
- Золотий глобус (67-ма церемонія вручення) — 2 номінації
  - Найкраща жіноча роль — Гелен Міррен
  - Найкраща чоловіча роль другого плану — Крістофер Пламмер
- «Незалежний дух» (2010) — 5 номінацій
  - Найкращий фільм
  - Найкращий режисер — Майкл Гоффман
  - Найкраща жіноча роль — Гелен Міррен
  - Найкраща чоловіча роль другого плану — Крістофер Пламмер
  - Найкращий сценарій — Майкл Гоффман